# Хевчен
Хевче́н (рос. Хевчен) — селище у складі Амурського району Хабаровського краю, Росія. Входить до складу Болонського сільського поселення.

## Населення
Населення — 30 осіб (2010; 61 у 2002).
Національний склад (станом на 2002 рік):
- росіяни — 98 %